# Mike (Ungheria)
Mike è un comune dell'Ungheria di 722 abitanti (dati 2001) situata nella contea di Somogy, nell'Ungheria centro-occidentale.